# Otto Samson
Otto William Samson (geboren 1. März 1900 in Hamburg; gestorben 12. März 1976 in London) war ein deutsch-britischer Ethnologe und Museumskurator.

## Leben
Otto Samson war ein Sohn des Kaufmanns Martin Samson und der Mathilde Samson, geb. Kallmes. Er studierte Philologie an den Universitäten Freiburg im Breisgau, München und Berlin und wurde 1924 an der Universität Hamburg promoviert. Ab 1928 arbeitete er als Hilfskurator und ab 1930 als Kurator der Ostasienabteilung des Hamburgischen Museums für Völkerkunde. 1931/32 begleitete er Theodor Wilhelm Danzel zu einer Feldforschung nach Nordchina.
Nach der Machtergreifung der Nationalsozialisten 1933 wurde er wegen seiner jüdischen Herkunft entlassen und emigrierte nach England. Charles Gabriel Seligman verschaffte ihm eine Beschäftigung am Galton Laboratory des University College London bei Ronald Fisher, und Samson erhielt von 1935 bis 1937 eine zweijährige Tweedie Exploration Fellowship für einen Aufenthalt in Punjab, Tibet und Burma. Samson wurde Fellow an der Universität Edinburgh und forschte 1937 bis 1939 im Galton Institute an den nach London verbrachten archäologischen Funden aus Jebel Moya im Sudan.
Samson war von 1939 bis 1947 ethnographischer Mitarbeiter des British Museum und wurde dann Kurator am Horniman Museum, das er bis 1965 leitete. Dort baute er die musikethnologische Sammlung aus. Samson war ab 1949 Mitglied der Royal Asiatic Society und 1970 bis 1974 Mitglied des Vorstands.
Samson heiratete 1948 Muriel Elizabeth Williams, geborene Richards, sie wohnten in Forest Hill (London).

## Schriften
- Stirner und Staat. Hamburg, Univ., Diss., 27. Mai 1924 SUB